# Anthemiosz

A Hagia Szophia

Anthemiosz, Trallesi Anthemiosz (Kr. u. VI. század első fele) görög építész.
Az anatóliai Tralleiszből származott Bizáncba, ennél többet életéről nem tudunk. A kúpszeletekről írt geometriai értekezésével vált ismertté. Milétoszi Iszidórosszal együtt a konstantinápolyi Hagia Szophia vezető építőmestere volt. Művészettörténészek vele hozzák kapcsolatba a szintén Konstantinápolyban található Apostolok templomát, valamint a Szent Sergius és Bacchus vértanúkról elnevezett templom építését is.